# Javier Fernández Fernández
Javier Fernández Fernández (ur. 7 stycznia 1948 w Mieres) – hiszpański polityk, inżynier i samorządowiec, działacz Hiszpańskiej Socjalistycznej Partii Robotniczej (PSOE), parlamentarzysta, w latach 2012–2019 prezydent Asturii.

## Życiorys
Z wykształcenia inżynier górnictwa, ukończył Escuela de Minas de Oviedo, szkołę górniczą w Oviedo. Prowadził własne biuro projektowe, pracował również w państwowym korpusie inżynierów górnictwa. Od 1985 zatrudniony w ministerstwie przemysłu. W połowie lat 80. został również członkiem Hiszpańskiej Socjalistycznej Partii Robotniczej w Gijón. Od 1987 pracował w dyrekcji generalnej ds. górnictwa i energii jako inspektor w Asturii, kierował tą instytucją w regionie w latach 1991–1999.
Od 1996 do 1999 sprawował mandat posła do Kongresu Deputowanych VI kadencji. W latach 1999–2000 był członkiem rządu Asturii, odpowiadając za przemysł, handel i turystykę. W 2000 został wybrany na sekretarza generalnego FSA-PSOE, regionalnego oddziału Hiszpańskiej Socjalistycznej Partii Robotniczej. Powrócił wówczas do pracy w dyrekcji generalnej ds. górnictwa i energii. W latach 2003–2012 reprezentował parlament Asturii w hiszpańskim Senacie
Po przedterminowych wyborach w 2012 objął urząd prezydenta Asturii (presidente del Principado de Asturias). Na czele regionalnego rządu pozostał także po wyborach w 2015, sprawował ten urząd do 2019.
W październiku 2016 został przewodniczącym komisji zarządzającej PSOE, organu tymczasowo kierującego ugrupowaniem socjalistów po kryzysie w partii i rezygnacji złożonej przez jej sekretarza generalnego. Pełnił tę funkcję do czerwca 2017.